# Саджад Барзі
Саджад Барзі (перс. سجاد برزی; нар. 5 березня 1981) — іранський борець греко-римського стилю, срібний та дворазовий бронзовий призер чемпіонатів Азії, учасник Олімпійських ігор.

## Життєпис
Боротьбою почав займатися з 1996 року. Його першим тренером був Мохамед Реза, а після його смерті — Хассан Бабак.
У 2004 році Саджад Барзі виграв Олімпійський кваліфікаційний турнір у Ташкенті, що дозволило йому виступити на літніх Олімпійських іграх в Афінах. На Олімпіаді Саджад Барзі виграв три сутички і пробився до півфіналу, де з рахунком 0—4 поступився майбутньому олімпійському чемпіону цих ігор Хасану Бароєву з Росії. У поєдинку за бронзову нагороду знову поступився з рахунком 0—3 — на цей раз чемпіонові попередньої Олімпіади, який здолав там у фіналі непереможного Олександра Кареліна, Рулону Гарднеру зі США.
Виступав за борцівський клуб «Хафтір» Тегеран.

## Спортивні результати на міжнародних змаганнях

### Виступи на Олімпіадах
| Змагання                    | Збірна | Вагова категорія                  | Місце |
| --------------------------- | ------ | --------------------------------- | ----- |
| Літні Олімпійські ігри 2004 | Іран   | греко-римська боротьба, до 120 кг | 4     |

### Виступи на Чемпіонатах Азії
| Змагання                       | Збірна | Вагова категорія                  | Місце  |
| ------------------------------ | ------ | --------------------------------- | ------ |
| Чемпіонат Азії з боротьби 2004 | Іран   | греко-римська боротьба, до 120 кг | Бронза |
| Чемпіонат Азії з боротьби 2005 | Іран   | греко-римська боротьба, до 120 кг | Бронза |
| Чемпіонат Азії з боротьби 2006 | Іран   | греко-римська боротьба, до 120 кг | Срібло |

### Виступи на Кубках світу
| Змагання                    | Збірна | Вагова категорія                  | Місце |
| --------------------------- | ------ | --------------------------------- | ----- |
| Кубок світу з боротьби 2005 | Іран   | греко-римська боротьба, до 120 кг | 6     |

### Виступи на інших змаганнях
| Змагання                                                        | Збірна | Вагова категорія                  | Місце  |
| --------------------------------------------------------------- | ------ | --------------------------------- | ------ |
| Олімпійський кваліфікаційний турнір з боротьби 2004 (Новий Сад) | Іран   | греко-римська боротьба, до 120 кг | 11     |
| Олімпійський кваліфікаційний турнір з боротьби 2004 (Ташкент)   | Іран   | греко-римська боротьба, до 120 кг | Золото |
| Кубок Ядегара Імама 2006                                        | Іран   | греко-римська боротьба, до 120 кг | Золото |

### Виступи на змаганнях молодших вікових груп
| Змагання                                      | Збірна | Вагова категорія                  | Місце |
| --------------------------------------------- | ------ | --------------------------------- | ----- |
| Чемпіонат світу з боротьби серед юніорів 2001 | Іран   | греко-римська боротьба, до 130 кг | 6     |